# Qlone
Qlone ist eine Photogrammetrie-App zur Erstellung von 3D-Modellen auf mobilen Geräten. Mit Qlone können 3D-Modelle auf dem mobilen Gerät ohne Rückgriff auf externe Cloud-Server erstellt werden.
Qlone wurde auf der Apple Worldwide Developers Conference im Jahr 2021 vorgestellt. Es wurde auch auf BBC Click in ihrer Folge über Künstliche Intelligenz und Erweiterte Realität vorgestellt.

## Qlone-Funktionen

### 3D-Scannen
3D-Scannen mit Qlone erfordert die Verwendung eines mitgelieferten Mattendesigns. Der Benutzer druckt die Matte auf ein Blatt Papier und platziert dann das zu scannende Objekt in der Mitte der Matte. Ein Augmented-Reality-Dome innerhalb der Qlone-App führt den Benutzer durch den anschließenden Scanvorgang. Die iOS-Version von Qlone ermöglicht das Scannen ohne Matte.

### 3D-Bearbeitung
Mit den Bearbeitungsfunktionen von Qlone können Benutzer ihre gescannten 3D-Modelle mithilfe von Texture-Mapping, Vereinfachung der Polygonnetzgröße, digitaler Bildhauerei, Reinigung und Glättung sowie künstlerischen Effekten anpassen.

### Dateiexport
Qlone exportiert direkt auf mehrere 3D-Plattformen, darunter SketchFab, i.materialise, Lens Studio for SnapChat, Shapeways und CGTrader. Modelle können auch in einer Vielzahl von 3D-Formaten zur Verwendung in anderen 3D-Tools exportiert werden – OBJ, STL, FBX, USDZ, GLB (Binary gLTF), PLY und X3D.

## Verwendungen
- Weltraumgesteinsscans für die Europäische Weltraumorganisation[23]
- Virtuelle Ausstellungen für die Fort Vancouver National Historical Site[24]
- Augmented-Reality-Menüs für die Madrider Restaurantkette 80 Degrees[25]
- Erstellung von Leichenmodellen für pädagogische neurochirurgische Simulationen[26][27]
- MIT xPRO Online-Kurse in VR- und AR-Technologien[28]
- 3D-Modelle für Museen und archäologische Artefakte[29][30][31]
- 3D-Modelle von Gesichtern und menschlichen Körpern für den Anatomie- und Biologieunterricht[32][33]

## Siehe auch

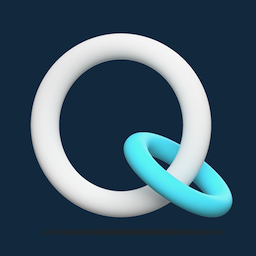
Qlone-App-Logo